# Wiesław Niemkiewicz
Wiesław Niemkiewicz (ur. 2 listopada 1951 w Dzierżoniowie, zm. 4 czerwca 2020 w Aschaffenburgu) – polski bokser, medalista mistrzostw kraju.
Rozpoczął karierę bokserską w kwietniu 1972, a zakończył w 1980. Przez większość czasu jego trenerem był Kazimierz Paździor.
Niemkiewicz dwukrotnie wystąpił w mistrzostwach Europy, oba razy w wadze średniej (do 75 kg). W 1977 w Halle przegrał pierwszą walkę eliminacyjną, a w 1979 w Kolonii odpadł w ćwierćfinale.
Dwukrotnie był mistrzem Polski: w wadze lekkośredniej (do 71 kg) w 1976 i w wadze średniej w 1978, a raz wicemistrzem w wadze lekkośredniej w 1979.
Triumfował w wielu turniejach krajowych i międzynarodowych, m.in. w Turnieju im. Feliksa Stamma w 1978.
W latach 1975–1979 9 razy wystąpił w reprezentacji Polski, odnosząc 7 zwycięstw i ponosząc 2 porażki.
Był zawodnikiem  Zagłębia Lubin.
Jest pochowany na cmentarzu parafialnym w Pieszycach.